# APS Bomet FC
Der Administration Police Service Bomet Football, kurz APS Bomet FC, ist ein kenianischer Fußballverein mit Sitz in Bomet, Bomet County. Der Verein spielt aktuell in der ersten Liga des Landes, der Kenyan Premier League.

## Erfolge
- Kenyan National Super League: 2021/22  ▲

## Stadion
Der Verein trägt seine Heimspiele im Bomet Stadium in Bomet aus. Das Stadion hat ein Fassungsvermögen von 37.000 Personen.

## Saisonplatzierung
| Saison  | Liga                         | Level | Platz |
| ------- | ---------------------------- | ----- | ----- |
| 2021/22 | Kenyan National Super League | 2     | 1.    |
| 2022/23 | Kenyan National Super League | 2     | X.    |
| 2023/24 | National Division 1, Zone B  | 3     | 1. ▲  |
| 2024/25 | Kenyan National Super League | 2     | 2. ▲  |
| 2025/26 | Kenyan Premier League        | 1     |       |